# Грант, Пол
Пол Грант (англ. Paul Grant; 23 марта 1993, Эдинбург, Шотландия) — шотландский футболист. Вратарь шотландского клуба «Бонниригг Роуз Атлетик».

## Карьера
Воспитанник академии «Хиберниана». Игрок молодёжной команды клуба. В основной команде дебютировал в 2012 году в матче против «Инвернесс Каледониан Тисл».